# Lanusei
Lanusei (en sard Lanusè Arxivat 2013-07-06 at Archive.is) és un municipi italià, situat a la regió de Sardenya i a la província de Nuoro. Es troba a la regió d'Ogliastra. L'any 2021 tenia 5.120 habitants. Limita amb els municipis d'Arzana, Bari Sardo, Cardedu, Elini, Gairo, Ilbono, Jerzu, Loceri, Osini i Tertenia.

## Administració
| Període   | Identitat      | Partit        |
| --------- | -------------- | ------------- |
| 2007-2012 | Virginia Lai   | Llista Cívica |
| 2012-2017 | Davide Ferreli | Llista Cívica |
| 2017-     | Davide Burchi  | Llista Cívica |